# Апсарасас-Кангрі
Апсарасас Кангрі (Apsarasas Kangri) — масив в хребті Сіачен Музтаг, що є частиною Каракорума. Лежить на кордоні між Пакистаном і Китаєм, близько до кордону Індії. Це є 96-та вершина Землі.
Перше і по цей час єдине сходження здійснено в 1980 р.